# Björn Collinder
Erik Alfred Torbjörn "Björn" Collinder (22 de julio de 1894 – 20 de mayo de 1983) fue un lingüista sueco, catedrático de lenguas finoúgrias en la Universidad de Uppsala.

## Biografía
Collinder nació en Sundsvall, Suecia, el 22 de julio de 1894. Tras obtener el grado de licenciatura en filología nórdica en la Universidad de Uppsala, desarrolló un gran interés por las lenguas finoúgrias. Desde 1929, Collinder fue docente en lenguas finoúgrias en la Universidad de Uppsala. Posteriormente, sucedió a su mentor K.B. Wiklund como catedrático de Lenguas Finoúgrias en la misma universidad. Se jubiló como profesor emérito en 1961, siendo sucedido por su discípulo Bo Wickman.
Collinder se especializó en los préstamos germánicos en las lenguas fínicas y sami. Fue un autor muy prolífico de literatura académica y también realizó trabajo de campo entre los sami. Asimismo, es conocido por sus traducciones de varias obras, como el Beowulf, la Edda poética, el Kalevala y muchas de las obras de William Shakespeare. Bajo las iniciales Bj. C., fue autor de numerosas entradas en la Svensk uppslagsbok. Su magnum opus, Gramática comparada de las lenguas urálicas, sigue siendo hasta hoy la obra de referencia sobre las lenguas urálicas.
Collinder fue miembro de numerosas instituciones académicas, entre ellas la Real Academia Gustavo Adolfo (1936), la Real Sociedad de Humanidades de Uppsala (1936), la Academia de Ciencias de Hungría (1937), la Academia de Ciencias y Letras de Finlandia (1941), la Real Academia Sueca de Letras, Historia y Antigüedades (1943), la Academia Noruega de Ciencias y Letras (1945), la Real Sociedad de Ciencias de Uppsala (1951), la Sociedad Finougria, la Real Academia Danesa de Ciencias y Letras (1951), y miembro correspondiente de la Sociedad de Literatura Finlandesa (1941) y la Academia de Ciencias de Austria (1966).
Collinder falleció en Viena, Austria, el 20 de mayo de 1983.

## Vida personal
Collinder estuvo casado con la soprano sueca Britta Norrby-Collinder y era hermano del famoso astrónomo Per Collinder.

## Trabajos seleccionados
- 1929. Über den finnisch-lappischen Quantitätswechsel I. Uppsala.
- 1934. Indo-uralisches Sprachgut. Uppsala.
- 1938. Lautlehre des waldlappischen dialektes von Gällivare. Helsinki: Suomalais-ugrilainen Seura. (= Mémoires de la Société finno-ougrienne 74.)
- 1939. Reichstürkische Lautstudien. Uppsala.
- 1940. Jukagirisch und Uralisch. Uppsala: Almqvist & Wiksell.
- 1943. Lappisches Wörterverzeichnis aus Härjedalen. Uppsala.
- 1947.  La parenté linguistique et le calcul des probabilités. Uppsala.
- 1949. The Lapps. New York: Princeton University Press for the American Scandinavian Foundation.
- 1949. The Lappish Dialect of Jukkasjärvi: A Morphological Survey. Uppsala: Almquist & Wiksell.
- 1954. Scandinavica et fenno-ugrica. Almqvist & Wiksell.
- 1955. Fenno-Ugric Vocabulary: An Etymological Dictionary of the Uralic Languages. (Collective work.) Stockholm: Almqvist & Viksell. (Second, revised edition: Hamburg: Helmut Buske Verlag, 1977.)
- 1957. Survey of the Uralic Languages. (Collective work.) Stockholm: Almqvist & Viksell.
- 1957. Den Poetiska Eddan. Örebro: Forum.
- 1960. Comparative Grammar of the Uralic Languages. Stockholm: Almqvist & Viksell.
- 1964. Ordbok till Sveriges lapska ortnamn. Uppsala.
- 1964. The Kalevala and Its Background. Stockholm: Almqvist & Wiksell.
- 1964. Sprachverwandschaft und Wahrscheinlichkeit. Ausgewählte Schriften neu veröffentlicht zum 70. Geburtstag des Verfassers 22. Juli 1964 zusammen mit einer Bibliographie der Werke von Björn Collinder 1921-1964. Uppsala.
- 1965. An Introduction to the Uralic Languages. Berkeley and Los Angeles: University of California Press
- 1965. Hat das Uralische Verwandte ? Eine sprachvergleichende Untersuchung. Uppsala
- 1968. Kritische Bemerkungen zum saussure'schen Cours de linguistique générale. Uppsala.
- 1970. Noam Chomsky und die generative Grammatik. Eine kritische Betrachtung. Uppsala.
- 1977. Svensk ordnyckel med förkortningslexikon. Brunna: Förlagshuset Fyris AB.
- 1978. Sprache und Sprachen. Einführung in die Sprachwissenschaft. Hamburg: Buske.
- 1983. Stora ordboken. Svensk ordnyckel. Liber.

## Fuente primaria
- «Collinder, E A T Björn». Vem är det (en sueco). P A Norstedt & Söners. 1977. p. 188. ISBN 91-1-766022-X.